# Melanthia exquisita
Melanthia exquisita là một loài bướm đêm trong họ Geometridae.